# UFOキャッチャー

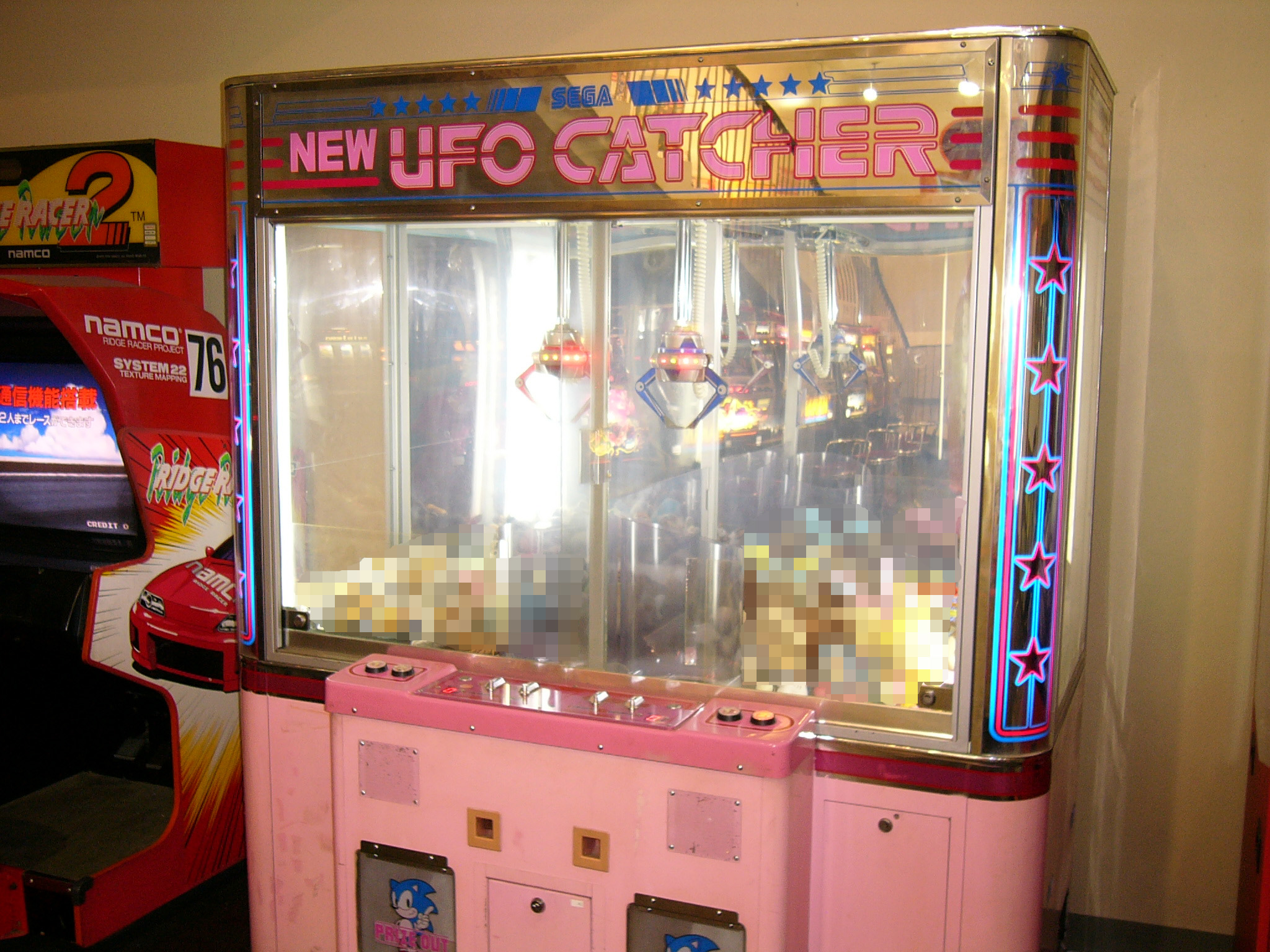
NEWUFOキャッチャー

UFOキャッチャー（正式名：UFO CATCHER、読み：ユーフォーキャッチャー）は、株式会社セガ フェイブ（2015年3月までと2020年4月から2024年3月まではセガ、2015年4月から2020年3月まではセガ・インタラクティブ）が製造・販売する、プライズゲームに分類されるアーケードゲーム機およびシリーズ名。本項では、セガ フェイブが運営しているオンラインクレーンゲームであるセガUFOキャッチャーオンラインについても記述する。
クレーンゲーム機と呼ばれるジャンルの代表格の一つである。本来はセガ製の物の機種名だが、一般には他社製の物も含めたクレーンゲーム機、またはプライズゲーム全般の呼称としても用いられる。
UFOキャッチャーの名称は、株式会社セガゲームス時代も含めて、セガの登録商標（第4049951号ほか）である。製造・販売並びにセガUFOキャッチャーオンラインの運営は2024年4月にセガ フェイブへ移管されたものの、商標は移動していない。

## 概要
一般的なクレーンゲームと同様、プレイヤーがクレーンを操り、景品を獲得するゲームである。UFOキャッチャーの場合、多くの機種で操作には縦横2つの押しボタンを使用する。機種や設定によっては3つや4つのボタンを使うものもある。
2ボタンの機種の場合、
1. 景品ダクト上に位置しているクレーンを、第1ボタンで左右いずれか単方向のみに移動させる。移動中は限界点に到達する以前であれば動き続け、ボタンを離すと停止、再度押してもそれ以上は動かない。
2. クレーンを、第2ボタンで奥方向に移動させる。クレーンはボタンを離すか限界点に達するまでは動き続ける。
3. 以降は自動的に、アームを開く→クレーンを降ろす→アームを閉じる→クレーンを上げる→クレーンをダクト上に移動する→アームを開く→アームを閉じる、動作が行われ、初期状態に戻る。

となる。"クレーンを降ろす→アームを閉じる"の遷移は機械任せである。
3ボタンの機種では、このタイミングを第3ボタンで指定する。押下しなければ2ボタン機と同様、限界点まで動いた後に自動的にアームを閉じる。4ボタンの機種ではクレーンが2つあり、それぞれを別個の2つずつのボタンで操作する。
このアームの開閉機構は、各社が特許あるいは実用新案を取得しているため、ライセンスを受けて開発した場合を除けば、他社製の類似機とは内部の動作が異なる。NEW UFOキャッチャーの場合、楕円カムで押し開き、引きバネの力で閉じる。

## 名称
開発当初は、景品を鷲づかみにするゲーム、として「イーグル・キャッチャー」の名称が検討されていた。しかし、クレーン部分を鳥の形に似せると、機構に起因して不恰好で、内部に収まる機構に合わせる形に変更された。完成したマシンはクレーン部分が「空飛ぶ円盤」に似ており、UFOキャッチャーと命名された。

## 販売と成功
セガは1965年、筐体を上から覗きながらクレーンを操作して景品を獲得する「スキルディガ」でクレーンゲーム市場に参入。その際の景品はカプセルに入れられた菓子などが使用されていた。
その後、クレーンゲーム機はビデオゲームに押されて衰退の一途を辿った。そんな中セガは、新たなクレーンゲーム機の開発に着手。1985年にUFOキャッチャーの初代機が発売された。当時の景品の上限価格は200円で、その値で用意できる専用の景品が無く、カプセルトイ等が使用されていた。そのため、当初はあまり人気がなかった。
ぬいぐるみが景品に使用された理由は、当時の重役が海外出張の際、検品漏れの物が露店にて格安で売られているのに目を付け、大量に買い付けてきて直営店に卸したのが始まりと言われる。
それ以前のクレーンゲーム機と違い目線の高さに景品が陳列されて人目を引き、徐々に定着した。この時期、ホビーパソコン雑誌に攻略記事が載るなどしている。該当記事は筐体の写真等は掲載されておらず、タイトル・記事内容とも機種名が誤記されているものの、不確かな情報でもゲームセンターの客層は理解できる程度に一般化していた。
90年代に入るとアンパンマン等の有名キャラクターを用いた専用景品が数々投入され、大ヒットした。アミューズメント施設の他にもデパートの屋上や高速道路のサービスエリアなどにも設置され、新機種の開発にはオペレーター（店舗運営者）の意見を取り入れた。
以降、セガ以外の同業他社も同様のマシンで追随。景品も上限価格が300円→500円→800円→1000円と上昇し多様化した。一般的な娯楽商品だけでなく食べ物や生活用品が用意されるなど、陳列される景品は多様化。以降、アミューズメント施設の定番ゲーム機として定着している。
日本記念日協会は2019年に、6月24日を「UFOキャッチャーの日」に認定した。

## シリーズ機
UFOキャッチャーの本流にあたる通常タイプの機種は、2023年の時点で10代目まで発売されている。ここではUFOキャッチャーのシリーズ機について記述する。
UFOキャッチャー9シリーズ、UFOキャッチャーデュエット、UFOキャッチャートリプルシリーズ以外の機種に関しては、2017年3月31日もしくは2018年2月28日を以って修理サポートが終了した。UFOキャッチャー7シリーズも、2018年2月28日を以って修理サポートが終了。当初は、2017年3月31日を以って修理サポートが終了予定だった。一部消耗部品の供給は2019年2月28日を以って終了した。UFOドリームキャッチャーも2022年2月28日を以って修理サポートが終了した。UFOキャッチャー8シリーズの修理サポートも2024年2月29日に終了したが、一部消耗部品の供給は2025年2月28日まで継続する予定。

### 通常タイプ
UFO CATCHER（ユーフォーキャッチャー）
1985年発売の、シリーズ最初の機種である。初期製造分はアーム部を上下させるパイプの強度が弱く、使用を続けるうちにパイプが変形してアームが上下移動できなくなる不具合が起き、強度が増した対策品と部品交換する対応が取られた。説明書に記載されている部品番号にEGとついているのは、開発名がイーグルキャッチャーであった名残りである。BGMは一貫してイングランド民謡「グリーンスリーブス」とポリスの「EVERY BREATH YOU TAKE（見つめていたい）」。クレーンが下降しはじめると、同社のゲーム『フリッキー』の名前入れBGMが流れた。
UFO CATCHER DX　/ DX II（ユーフォーキャッチャー デラックス/デラックスツー）
DXは1987年発売。初代機の外装を改修したマイナーチェンジ機。筐体の配色以外には、初代機と比較しての目に見えた変更点は無い。IIは取り出し口の構造が改良された。販売初期のROMにおけるBGMは初代機と同じであり、アームが下がった時に電源が切られるとマシンが景品の中にアームを入れたままの状態で元の位置へ戻そうとするバグが存在しており、これによって景品を取り出し口へ通常より多く落とし込む不正も可能だった。DXIIは1990年発売直後にバグ対策をしたROMが配布され、待機中のBGMがテレビアニメ『ちびまる子ちゃん』のオープニング曲「ゆめいっぱい」・エンディング曲「おどるポンポコリン」に変更された。最終版でソニックの音楽（PSG版）に変更されたものもある。
『龍が如く0 誓いの場所』『北斗が如く』にも登場する。
NEW UFO CATCHER（ニューユーフォーキャッチャー）
1991年発売。シリーズ4代目。初代からDXへのマイナーチェンジとは違い大幅にモデルチェンジ。シリーズ機の基礎フォーマットはここでほぼ確定され、以降に発売された機種の基礎となっている事実上のスタンダード機。上下の分離した形状から、全体が一つの箱状の筐体になった。景品取出し口が操作パネル横から下方に移り、景品の積まれる場所が操作パネルとほぼ同じ高さまで下がった。アームの上下動作はワイヤーを巻き取る方式に変更され、前モデルまでクレーン後方に下がっていた分銅が無くなった。
セガの家庭用ゲームソフト『ソニック・ザ・ヘッジホッグ』をフィーチャーし、景品の取り出し口には同ゲームの主人公、ソニックが描かれている。プレイ中のBGMも、DREAMS COME TRUEの中村正人が作曲した同ゲームのBGMを使用している。発売当初はちびまる子ちゃんの曲が採用されていた他、ROM交換により「サンタが町にやって来る」や、山下達郎の「クリスマス・イブ」などやクラシック楽曲のアレンジを流しているものも存在する。この機種はクレーンゲームのブーム時に多数出回ったこともあり、発売から四半世紀近く経った2010年代後半時点でも、全国各地のゲームコーナーで散見されたロングラン機種である。
NEW UFO CATCHER Team NFL（ニューユーフォーキャッチャー チーム ナショナル・フットボール・リーグ）
1991年発売。NEW UFO CATCHERの別バージョン。デザインやアームユニット、BGMが異なりNFL景品とコラボした機種。シグマのゲームセンター「ゲームファンタジア」に導入された。
BGMは『Van Halen』と『The Meters』の楽曲をアレンジしたものが使用されている。
UFO CATCHER EX（ユーフォーキャッチャー エクセレント）
1994年発売。シリーズ5代目。NEW〜と同じくソニックを配した外見。UFOを擬人化しており、ランプの点灯で顔を表現している。LEDで目、7セグメントLEDで口が表示され、顔の表情が変わる。景品獲得成功／失敗時等に喋ったり、誰もプレイしていないと居眠りを始めたり、などの演出がある。
アームユニットに、超音波を照射し反射させることで距離を算出する景品感知用の超音波センサーを搭載。しかし超音波センサーの特性によりセンサー自体が不安定で、頻繁に誤反応を起こし、エラーになりやすかったため、調整が必要な厄介な機種で、センサー基板ごと取ってしまう店や、獲得演出をオフにする店もあった。
プラスチック製のツメが装備されている。これは頻繁に折れるため、超音波センサーと共にこの機種のみで廃止され、セガで唯一となった。金属製のツメに交換した店舗もあった。カラー違いで、「UFOキャッチャーエクセレント ゴールド」バージョンも存在する。
UFO CATCHER 21（ユーフォーキャッチャー トゥエンティワン）
1996年発売。シリーズ6代目。「にじゅういち」ではなく「トゥエンティワン」と読み、アトラクト時にマシンがそう喋る。DX II以来となる景品取り出し口が筐体の角に位置する筐体を採用。クレーン部分に景品感知用の赤外線センサーが搭載されている。可視光線も照射されている。
UFO CATCHER 800（ユーフォーキャッチャー ハチマルマル）
1998年発売。「エイトハンドレッド」ではなく「はちまるまる」。ただし、EXや21とは違い、機種名を喋る演出は無い。景品の上限価格が800円に改正された際に発売された、大型景品対応マシン。それまでの2プレイヤー用筐体と同じサイズを1プレイヤーで使う。名称の"800"は、景品価格と、800gの重さの景品が獲得出来る事に由来している。
アームユニットの形状は、ミッキーマウスの頭をモチーフにしたものとなっている。
UFO CATCHER 7（ユーフォーキャッチャー セブン）
2001年発売。シリーズ7代目。ニューUFOキャッチャー等と同等サイズの2プレイヤー機。アームの開閉機構が楕円カムを用いたものからラック式の開閉機構になり従来ではバネのみだったアームの強さの調整を、つまみで簡単に変えられる新機能が付いた。デフォルトでは付かないが、クレーンの横移動・奥移動ボタンに加え、クレーン降下を止めるボタンを付けることが可能。このボタンを降下中に押すと即、掴む動作に移行する。サウンドの制作は興野亮平が担当した。
オンライン上のクレーンゲーム、いわゆる「ネットキャッチャー」用途にも活用されている。当初は同機専用の制御システムが主流だったことから、各社の参入が相次いだ2016年頃は中古機相場が急上昇し、中古機市場からほとんど姿を消したこともあった。
UFO CATCHER 7 MAX Edition（ユーフォーキャッチャー セブン マックスエディション）
2003年発売。7の大型景品対応版。1プレイヤー機。景品を落とす穴が管状ではなく、筐体の前後全域に渡っていて、800以上に大型の景品にも対応できる。人間が出入り出来そうな程に穴が大きいため、「非プレイ時にはシャッターが閉まる」「シャッターが開いている間は取り出し口が開かない」といったロック機構がある。UFOメカ内にフルカラーLEDがついており、待機時や操作時に色が変わる。
UFO CATCHER 7 Second（ユーフォーキャッチャー セブン セカンド）
2004年発売。7のマイナーチェンジ機。基本的な仕様は7と同一だが、取り出し口にクッションが装備されているなど、細かな変更点がある。筐体も、さらに明るさを強調した。ユニットのパイプ接続部が無印7より短くなった。
SEGA UFO CATCHER
2006年に北米とヨーロッパ向けに発売。UFOキャッチャーシリーズとしては初めて、日本以外でリリースされた機種である。基本的な仕様は7と同一だが、ボタンではなく4方向のジョイスティックで操作する。アームと爪は各3種。オプションで筐体内に19インチの液晶モニターを搭載できるほか、フラッシュメモリを備えたメディアプレイヤーも提供されていた。
UFO CATCHER 8（ユーフォーキャッチャー エイト）
2008年発売。ナムコの「クレナフレックス」を大幅に参考にして開発され、フィールドを組み替えることが可能になった。アームを高い位置に設置することにより、景品を多く陳列したり、より大型の景品が使用できる。BGMの曲数も大幅に増加し、通常BGMに加えて、クリスマスや、昔ながらのFM音源風BGM、プライズをテーマにしたボーカル曲、UFO音頭など非常にバリエーションに富んでいる。子供らに向けてコントロールパネルを低く設置している。
コントロールパネルには従業員専用のスイッチが配置されており、「UFOキー」と呼ばれるICタグを所持した状態で操作することで、扉を開けずにサービススイッチの操作やクレーンの握力変更等が行える。オプションのUFOキーリーダーを購入することで、売上データなどをパソコンで集計することも可能で、オペレーターの負担を軽減している。オンラインでのインカムデータ集計やBGMの追加などが可能なインターネット（ALL.Net）対応が予告されており筐体にはLAN端子を備えた通信基板も背面に装備されていたが、サービス開始には至らなかった。後継機のsecond以降では通信基板は実装されていない。
UFO CATCHER 8 second（ユーフォーキャッチャー エイト セカンド）
2011年発売。8のバージョンアップ機で、全照明をLED化することなどで省電力化が計られ、これまで500W程あった消費電力が150Wにまで低減している。クレーンの移動速度や動作速度が見直され、ゲーム時間が短縮化されている。従来は物理的なヒモで行っていた下降位置設定も追加。無印8に対してもほぼ同等となるバージョンアップキット販売も行われた。後期には当時の競合機種（クレナ2）への対策として機能と付属品を必要最小限として大幅な低価格化を図ったUFO CATCHER 8 second lightとなった。
『龍が如く5』『7』『極』にも登場した。
UFO CATCHER 9（ユーフォーキャッチャー ナイン）
2014年発売。開放感を重視し、これまでにないほど景品がよく見える設計である。多様化した景品提供方法に対応し、アーム開閉を伴わず押し込んで落とす提供方法も標準で対応。プレイ単価やクレジット数表示用にタッチパネル付液晶モニターを採用、従来はコインドア内にあったオペレーター用の設定画面と共通化された。IEEE 802.15.4規格の無線機能を搭載し、店舗内の同機種からインカムデータを集約しUSBメモリに書き込んだり遠隔で設定を転送することが可能となっている。ボイス機能も搭載し、ナレーションは内田真礼が担当。発売前のロケテスト時はUFO CATCHER ×i (ユーフォーキャッチャー アイ）の名称でAimeカードにポイント（星）を貯め、アームを下げてから位置を合わせるといった、プレーヤーに有利なサービスを受ける機能が搭載されていたが、発売時ではAimeカード関連の機能は削除された。
UFO CATCHER 9 second（ユーフォーキャッチャー ナイン セカンド）
2016年発売。9のバージョンアップ機で、筐体の細かい箇所のデザインの変更、設定項目の拡張や液晶モニターの料金表示拡大、筐体の角や上部にLEDライトが設置され、景品獲得時に無線通信経由で周辺のマシンも含め連動する。初代機とは無線通信の互換性がなくなり、混在して設置してある店舗ではインカムデータ収集は別々に行う必要がある。既存の無印9を9 secondにバージョンアップできるキットも発売されており、導入することでほぼ同等の機能と無線通信の互換性が得られる。
2020年12月には小学館の幼児向け雑誌『幼稚園』2021年2・3月号の付録として、当該機種がペーパークラフトモデル化された。筐体部は単なる紙製なのでボイスやボタンなどの仕掛けは何もないが、電動アーム部分はマジックハンドに似せた造りにアレンジされており、実際に電動で開閉する。（開口している天井部にアームを差し込み、アーム握り手部分にあるボタンを押してアームを動作させ景品を模した小さな紙箱を掴み、出口部分の穴に落とす遊びが出来る）
UFO CATCHER TRIPLE（ユーフォーキャッチャー トリプル）
2017年発売。UFOキャッチャーシリーズ初となるアーム3本の機種。超大型の景品に対応した1プレイヤー機である。他社の3本爪クレーンゲームと同様、確率機である。アームや景品取出口はUFOシリーズ中最大。9 secondと連動した演出機能も持ち、無線データ通信も可能。一部の部品や制御基板もUFO CATCHER 9シリーズと共通化されている。景品の補正や補充の際、景品出口を開けて立ったまま歩いて筐体内に入れる設計で、効率アップが図られている。
UFO CATCHER TRIPLE TWIN（ユーフォーキャッチャー トリプル ツイン）
2018年発売。TRIPLEの2プレイヤー機。基本機能はTRIPLEと同じ。ただし、景品出口を開けて立ったまま歩いて筐体内に入ることは出来ない。
UFO CATCHER TRIPLE second（ユーフォーキャッチャー トリプル セカンド）
2021年発売。TRIPLEのバージョンアップ機で、UFOメカの形状が変更されており、景品や運営にあわせてUFOメカを水平に回転させてアームの位置を変更した際にもデザインに違和感が出ない。回転機構自体はTRIPLEシリーズにも搭載されている。他にも景品獲得センサーの精度向上や、筐体の天井部分がTRIPLEに比べて取り外しが容易で、店舗に納入する際の搬入口の高さの制限が緩和されるなど改良されている。
UFO CATCHER 9 third（ユーフォーキャッチャー ナイン サード）
2021年発売｡9及び9 secondのバージョンアップ機｡新たにR形状のアーム（S/Mサイズ）が追加された｡フィールドパネルがセンターディスプレイとして組みやすくなった他にフィールドに装着可能なLEDイルミネーションが登場した｡デザインは9 secondと同じく白ベースだが9 secondよりもカラフルになった。
UFO CATCHER 10（ユーフォーキャッチャー テン）
2023年発売。「TO THE NEXT 正統進化のその先へ」をコンセプトに、UFO9シリーズの使い勝手の良さはそのままに、遊びや運営に新しい可能性を創出できるプライズマシンとして登場。ボタン/レバー操作両方に対応したことで子供や初心者にも優しい設計になった。コントロールパネルの液晶画面が各ブースごとに設けられ設定時も片ブースは運用したまま設定が可能で、プレイヤーは左右それぞれのブースの料金確認や「Prize ON」とのリンクなどがスムーズに行える。前作のUFO9シリーズのに搭載された両替キープ機能も続投している。BGMやSEも一新された。
UFO CATCHER TRIPLE TWIN　COMPACT（ユーフォーキャッチャー トリプル ツイン コンパクト）
2024年発売予定。UFO10準拠の筐体デザインだが少し小型化されている。

### 大型タイプ
UFOキャッチャーの名称は付かないが同系に数えられるものとして、より広いスペースに設置用のドリームキャッチャーにはじまる大型筐体のシリーズがある。

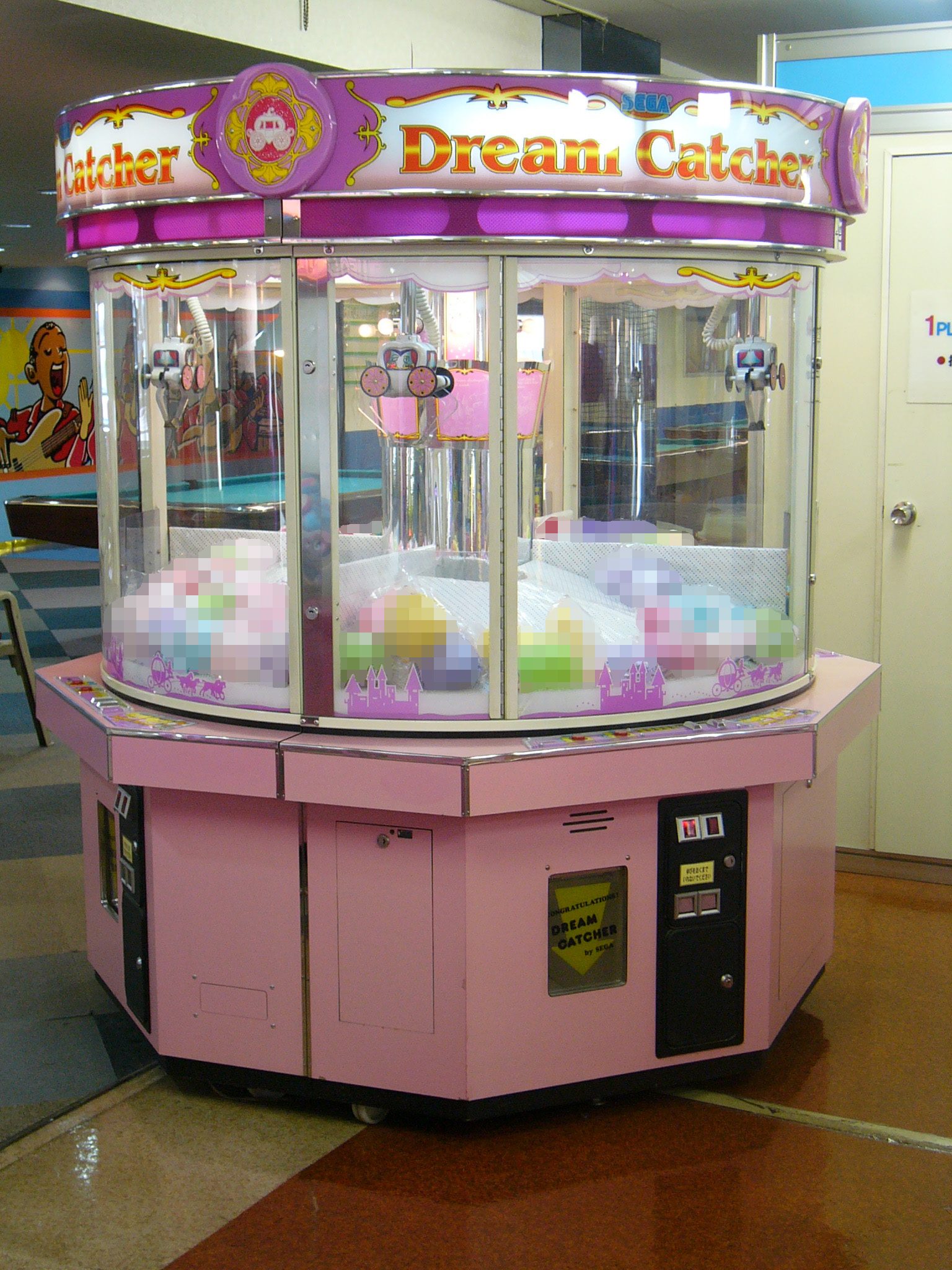
ドリームキャッチャー。筐体下部のやや左側に見える黒い縦線が、半分で運用する際の分割線である。

Dream Catcher（ドリームキャッチャー）
1989年発売。円筒形の筐体の4プレイヤー機。半分に分割して「かまぼこ状」にし、壁面に付ける運用も可能。DXと同時期のマシンだが、ニューUFOキャッチャーと同じく景品の置かれる位置が操作パネルの高さで、場の見渡しがしやすい。クレーン部分がおとぎ話の馬車の形状で、車輪を模したパーツが付いていて、景品獲得に際してこれが支えとなる場合もままある。BGMには浅香唯の「セシル」やワム!の「ラスト・クリスマス」、ジョー・ガーランドの「イン・ザ・ムード」が使用されている。開発時の名称はミルキーワゴン。部品番号にMKWの頭文字がついているのはその名残り。
Dream Palace（ドリームパレス）
1992年発売。クレーンゲーム機としては最大級の巨大さである。円筒形で8人同時プレイ可能。筐体全体がプレイヤーを乗せたままゆっくりと回転する。景品ダクトはUFOキャッチャー等と同様のサイズで、大型景品には対応していない。セガのクレーンゲームの中では唯一、空気圧を使ってクレーンを動かしていた。そのためプレイする場所のメンテナンス状態によって動作スピードおよびプレイの難易度に差があった。
Dream Palace Ⅱ（ドリームパレス ツー）
1998年発売。ドリームパレスの大型景品対応版。6人同時プレイの円筒形筐体のマシンで、回転機能はオミットされた。設定した時刻になると時報が鳴るからくりも搭載。アームの外観は800と同一だが、内部構造は異なる他、アーム開閉の駆動方式も楕円カムを用いたものからラック式の開閉機構になりUFO7以降の機種にも引き継がれた｡アームの取り付け部品が同じな為UFO7のアームが使用可能(逆にUFO7にパレスⅡのアームも取付け可能)
2025年に日本での稼働を全て終了した。
Dream Catcher Redress（ドリームキャッチャー リドレス）
1998年発売。"ドリーム〜"と付くセガのクレーンゲーム機では唯一の直方体型。UFOキャッチャーミニを4台、それぞれ90度ずつ角度を変えながらつなぎ合わせた形をした4プレイヤー機。アームは800と同一。大型アームは付属していない。BGMも800と同じだがテンポが若干早い。
UFO DREAM CATCHER（ユーフォードリームキャッチャー）
2008年発売。UFOキャッチャー8の円筒形版。ドリームキャッチャーで可能だった半分分割は出来なくなっている(一応、分割しての運用は可能)

### 小型タイプ
狭い店舗スペースに設置や子供のプレイを想定して設計された小型の筐体のシリーズ。通常タイプの半分ないし3分の1程度のサイズ。ほかにUFOシリーズには入らないが、セガが開発に携わっている製品もここに合わせて紹介する。
UFO CATCHER mini（ユーフォーキャッチャー ミニ）
1991年発売。ニューUFOキャッチャーの1プレイヤー版。小さめの店内にも設置可能で、筐体サイズが左右方向で半分になっている。サイズ以外の仕様は殆どニューUFOキャッチャーと同一。
UFO SEGASONIC（ユーフォーセガソニック）
UFOキャッチャーミニに、景品が獲得出来なかった場合にカプセルトイを排出する機能が追加された機体。外装を変更にした「UFOハローキティ」「UFOけろけろけろっぴ」「UFOサーカスランド」等のバリエーションもあり。
School Kids（スクールキッズ）
1993年発売。サンワイズとの共同製作によるUFOキャッチャーミニの派生品。自動車を模した筐体デザインで、ニューUFOキャッチャーよりも更に景品の位置が低く、低年齢層向けを想定したマシンと思われる。かなり上の角度から場を見渡せるために非常にプレイしやすい。BGMや機能はUFOキャッチャーミニと同一。
BABY UFO（ベビーユーフォー）
1998年発売。シリーズ最小の1プレイヤー筐体。中の景品もキーホルダーなど300gまでの小物のみとなっている。
この機種が初めてアームの下降停止機能を搭載した。
UFO CATCHER Duet.（ユーフォーキャッチャー デュエット）
2018年発売。1つの筐体に2つのブースを天地方向に連ねた、3本アームの機種。クレーンも取り出し口もそれぞれのブースで独立しているが、1プレイヤー機であり同時プレイはできない。クレーンの初期位置は手前中央にあり、操作はジョイスティックで行う。

### その他
UFO CATCHER DOUBLE（ユーフォーキャッチャー ダブル）
2010年2月発売。大型景品対応の1プレイヤー機。クレーンが2個あり、左右のアームをそれぞれ別のクレーンに付ける設定のほか、それぞれに2本ずつ計4本を付けることも可能である。操作にはボタンを4つ用いる。クレーンの初期位置は右側手前にあり、各々のボタンで、左アームの左移動・奥移動・右アームの左移動・奥移動、の順に操作する。操作後の動きは2ボタンの機種と同様。右アームの左移動のみ、左アームを止めた横位置に干渉して動作限界が制限される。
UFO BALANCE CATCHER（ユーフォーバランスキャッチャー）
2010年7月発売。ボタンやジョイスティックではなく、バランスボードの上に乗り、体重移動で操作する、体感ゲームに近いタイプのクレーンゲーム機。景品は通常サイズ、かつ1人プレイヤーの筐体だが、クレーンゲーム本体に加え、バランスボードも付くため、設置面積は2人プレイ機と同等である。
一定時間遊び放題となっていて、ゲーム終了後一定時間内に追加クレジットを入れるとコンティニューができる。一定時間内にクレジットを入れなかった場合は初期位置に戻る。
アーム下降時にバランスボードを思いっきり動かし、タイマー表示の横のゲージが一定量に達するとタイマーが、5秒停止する機能がある。
UFOあらかるとシリーズ
キーチェーンなどぬいぐるみ以外のマスコットサイズの景品に対応するべく登場した派生機。名称にUFOとあるもののクレーンゲームには属さないプライズゲーム機となる。景品は専用のフックや紐でプライズホルダーに引っかけて設置されている。ハサミの形のアームを操作して景品の目の前まで移動させ、フック・紐を摘んで景品を引っ張り落とすのが特徴。
UFOあらかると 今日もイタダキ!
1996年発売。UFOキャッチャーでは対応し辛いとされる、キーチェーンや携帯電話のストラップ等の小型のマスコットサイズの景品用に登場した第1弾。オレンジ色を基調としたカラーと軽快なサウンドで、全体的に明るめのイメージを目指して製作されている。
UFOあらかると II またまたイタダキ!
2002年発売。筐体はトロピカルをテーマにしたデザインになり、景品の展示スペースがライトアップされている。前作以上にデザインは明るいイメージ。
UFOあらかると DX ドカーンとイタダキ!
2009年発売。UFOあらかるとシリーズの最新作。前面には大型のガラスドアが採用されており、前作以上に明るく広いイメージのデザインにリニューアルされた。中のプライズホルダーのレイアウトの自由度が上がり、斜めに配置して見せることも可能。マスコットサイズ以外にも、通常のプライズ機に使用するぬいぐるみなどの大きめの景品も設置可能になった。
UFOアラカルト3
2022年発売。UFOあらかるとシリーズの最新作。筐体デザインがUFO9シリーズと共通になった(奥行きの寸法は異なる)。前作
のDXは左右のブースそれぞれで設定できたが、
3ではさらに、各ブースを縦に3分割して
上・中・下段で設定を変更することが可能。初期位置が従来シリーズは左右にアームがあった形だったが、NEWUFOキャッチャーのように中央にアームが配置された。UFO9シリーズ/UFO10と連携して運営が可能。システムボイスはバーチャルアイドルグループ
GEMS COMPANY（ジェムズ カンパニー）の
一文字マヤ氏が担当している。

### ディズニー・ファン・スクエア・フロム・セガ(DFS)専用機種
セガとディズニーとのライセンス契約により1999年から展開されていたアミューズメント施設で景品は勿論、アミューズメント機器もディズニー仕様の専用機が出されていた。デザインは赤/黄/青の3色がベースとなっている。
FANTASY PALACE（ファンタジーパレス）
ドリームパレスⅡのDFS版。ヤマハとセガが開発したスピーカーや音響基盤が搭載されており通常版よりもBGMの音質が大幅に上がった。収録されたBGMも多く数十曲ものディズニーの曲が収録された｡価格も通常版の約2倍となる3650万円になった。DFS契約終了後は機種名が書かれた部分をDFS版のデザインに合わせた通常版の物に更新した仕様もいる。音響基盤等はそのままの為、音質は通常版とは大きく異なった｡アームや操作方法は通常版と同じ｡
ミッキー&ミニーBABY UFO（ミッキー&ミニーベビーユーフォー）
BABY UFOのDFS版。通常版ではBABY UFOと書かれたアームカバーのステッカーがミッキーの頭のシルエットになっている。BGMもディズニー仕様となっている。DFS契約終了後は機種名が書かれた部分とアームカバーのステッカーがDFS版のデザインに合わせた通常版に更新した仕様もいる。操作方法は通常版と同じ｡
FANTASY CATCHER 7（ファンタジーキャッチャー セブン）
UFO CATCHER 7のDFS版。BGMがディズニー仕様になった｡DFS契約終了後はBGM基盤や機種名が書かれた部分はDFS版のデザインに合わせた通常版のものに更新された仕様がいる。他にも、UFO CATCHER 7 MAX EditionのDFS版も存在する。
マジカルあらかると
UFOあらかると2のDFS版。BGMはFANTASY CATCHER 7と同じ｡流通した数が少ないのか契約終了後の通常版に更新した仕様が居るのかは不明。
FANTASY CATCHER 21（ファンタジーキャッチャー トゥエンティワン）
UFO CATCHER 21のDFS版。BGMはオリジナルかは不明。
FANTASY CATCHER 800（ファンタジーキャッチャー ハチマルマル）
UFO CATCHER 800のDFS版。ファンタジーパレスの販売時期が近かったことからか筐体の情報が名前しかなく実物が存在していたのかが怪しい。

## 関連するセガ製クレーンゲーム機
ここではセガ製の、UFOキャッチャーシリーズと関連があるクレーンゲーム機について記述する。Cubic4 Catcher以外の修理サポートはすでに終了している他、Cubic4 Catcherの修理サポート自体も2022年2月28日を以って修理サポートが終了した。
SUPER CHANCE（スーパーチャンス）
1987年発売の3本アームの2プレイヤー機。筐体色が水色で星をモチーフとしたキャラクターが描かれている。同時期に発売されたUFO CATCHER DXII以前の筐体とNEW UFO CATCHERをハイブリッドした外見、構造を持つ。硬貨投入口は操作盤下部にあり、景品払い出し口は双方とも左側にある。
SPACE CRANE（スペースクレーン）
1985年発売。3本アームの2プレイヤー用クレーンゲームである。回転する円盤上にある景品をつかみあげる。見た目は建設用クレーンである。セガはこの製品を基に後の初代UFO CATCHERを造ることになる。
PARADISE CRANE（パラダイスクレーン）
1998年発売。3本アームの1プレイヤー機。ユウビスと共同開発したもの。UPLより譲り受けたユウビスのクレーン機に広く見られた見下ろすタイプの機種で、同時期のUFOシリーズと同じBGM音源が使用されている。
POCKET CRANE（ポケットクレーン）
1990年代発売の子ども向け3本アーム1プレイヤー機。パラダイスクレーンと同じ音源である。
Cubic4 Catcher（キュービック4キャッチャー）
2015年発売。子ども向け4プレイヤー機。トリプルキャッチャーなどと同じソレノイドアームによる3本アーム機。筐体はDream Catcher Redressをそのまま小さくした構造である。

## セガUFOキャッチャーオンライン
セガのグループ会社だったセガ エンタテインメント（後のGENDA GiGO Entertainment）は、2017年12月からオンラインクレーンゲームである「セガキャッチャーオンライン」のサービスを開始。2020年12月に実施されたセガグループによるセガ エンタテインメント株式のGENDAへの一部譲渡後も、セガはGENDA SEGA Entertainmentの出資企業として「セガキャッチャーオンライン」→「GOTON!」の運営に携わってきた。セガは2022年1月に保有していたGENDA SEGA Entertainment株式をGENDAへ譲渡した事に伴い、セガは事実上オンラインクレーンゲーム事業から一時撤退した。
セガは2022年3月24日に、オンラインでUFOキャッチャーをプレイ出来る「セガUFOキャッチャーオンライン」を開始する事を発表し、同年4月11日からサービスを開始した。セガは前述の通りグループにゲームセンター運営企業を持っていないため、「セガUFOキャッチャーオンライン」はスマホゲーム並びにPC・家庭用ゲームとして取り扱う。
前述の通り、2024年4月1日付で運営がセガからセガ フェイブに移管された。